# (678865) 2017 YK3
(678865) 2017 YK3 est un objet transneptunien du groupe des plutinos.

## Caractéristiques
(678865) 2017 YK3 mesure environ 200 km de diamètre.